# بنیامین توماسیان
بنیامین توماسیان (ارمنی: Բենիամին Հակոբի Թումասյան؛  زادهٔ ۱۷ اکتبر ۱۹۲۵ - درگذشته ۲۴ ژانویهٔ ۲۰۱۲) مهندس، مخترع و سیاستمدار اهل ارمنستان بود.

## زندگی‌نامه
وی در ۱۷ اکتبر ۱۹۲۵ در تفلیس به دنیا آمد و از دانشگاه پلی‌تکنیک ارمنستان فارغ‌التحصیل گشت. وی همچنین برندهٔ جوایزی همچون قهرمان کار سوسیالیست، نشان لنین، نشان انقلاب اکتبر، نشان جنگ میهنی (درجه یک و درجه دو)، نشان پرچم سرخ کار، نشان پیش‌کسوت کار، مدال به خاطر پیروزی مقابل آلمان در جنگ بزرگ میهنی (۱۹۴۵–۱۹۴۱)، مهندس شایسته ارمنستان شوروی و جایزه دولتی ارمنستان شوروی شده است. وی در ۲۴ ژانویهٔ ۲۰۱۲ در سن ۸۶ سالگی در ایروان درگذشت.